# Боксёр десятилетия по версии журнала «Ринг»
Боксёр десятилетия по версии журнала The Ring (англ. Ring Magazine fighters of the year) — награда,  присуждаемая в конце каждого десятилетия, боксёру, который показал наивысшие достижения по версии журнала «Ринг». 
Награда присуждается  с 1910 годов.  Первым ее обладателем стал Сэм Лэнгфорд.
Единственным боксером, завоевывавшим это звание 2 десятилетия стал  Шугар Рэй Робинсон.

## Обладатели награды
1910-е: Сэм Лэнгфорд
1920-е: Бенни Леонард
1930-е:  Генри Армстронг
1940-е: Шугар Рэй Робинсон
1950-е: Шугар Рэй Робинсон
1960-е: Мохаммед Али
1970-е: Роберто Дюран
1980-е: Шугар Рэй Леонард
1990-е: Рой Джонс 
2000-е: Мэнни  Пакьяо
2010-е: Флойд Мейвезер